# Justin Richards
Justin Richards, född 17 mars 1998, är en amerikansk professionell ishockeyforward som är kontrakterad till New York Rangers i National Hockey League (NHL) och spelar för Hartford Wolf Pack i American Hockey League (AHL). Han har tidigare spelat för Minnesota Duluth Bulldogs i National Collegiate Athletic Association (NCAA) och Lincoln Stars i United States Hockey League (USHL).
Richards blev aldrig NHL-draftad.
Han är son till Todd Richards och brorson till Travis Richards, båda har spelat i NHL och där fadern har även tränat i NHL.

## Statistik
| 2012–2013   | Ohio Blue Jackets U14     | T1EHL       | 27  | 6  | 4  | 10 | 10 | — | — | — | —  | — |
| 2013–2014   | Ohio Blue Jackets U14     | T1EHL       | 36  | 7  | 7  | 14 | 12 | — | — | — | —  | — |
| 2014–2015   | Ohio Blue Jackets U16     | T1EHL       | 32  | 11 | 27 | 38 | 16 | 4 | 0 | 3 | 3  | 2 |
| 2015–2016   | Ohio Blue Jackets U16     | T1EHL       | 32  | 11 | 28 | 39 | 18 | 4 | 4 | 6 | 10 | 2 |
| 2016–2017   | Lincoln Stars             | USHL        | 59  | 10 | 20 | 30 | 63 | — | — | — | —  | — |
| 2017–2018   | Minnesota Duluth Bulldogs | NCAA        | 44  | 0  | 9  | 9  | 6  | — | — | — | —  | — |
| 2018–2019   | Minnesota Duluth Bulldogs | NCAA        | 42  | 12 | 20 | 32 | 18 | — | — | — | —  | — |
| 2019–2020   | Minnesota Duluth Bulldogs | NCAA        | 34  | 14 | 11 | 25 | 14 | — | — | — | —  | — |
| 2020–2021   | New York Rangers          | NHL         | 1   | 0  | 0  | 0  | 0  | — | — | — | —  | — |
|             | Hartford Wolf Pack        | AHL         | 20  | 4  | 7  | 11 | 10 | — | — | — | —  | — |
| NHL totalt  | NHL totalt                | NHL totalt  | 1   | 0  | 0  | 0  | 0  | — | — | — | —  | — |
| NCAA totalt | NCAA totalt               | NCAA totalt | 120 | 26 | 40 | 66 | 38 | — | — | — | —  | — |